# Huaytunas Lake
Huaytunas Lake är en sjö i Bolivia.   Den ligger i departementet Beni, i den norra delen av landet, 700 km norr om huvudstaden Sucre. Huaytunas Lake ligger 143 meter över havet. Arean är 330 kvadratkilometer. Den sträcker sig 34,4 kilometer i nord-sydlig riktning, och 19,2 kilometer i öst-västlig riktning.
Trakten runt Huaytunas Lake är nära nog obefolkad, med mindre än två invånare per kvadratkilometer.